# Wang Changhao
Wang Changhao (en chino: 王长浩; 1 de agosto de 2002) es un deportista chino que compite en natación.
Participó en los Juegos Olímpicos de París 2024, obteniendo una medalla de oro en la prueba de 4 × 100 m estilos.
Ganó una medalla de plata en el Campeonato Mundial de Natación de 2023, en la prueba de 4 × 100 m estilos.

## Palmarés internacional
| Juegos Olímpicos   | Juegos Olímpicos | Juegos Olímpicos | Juegos Olímpicos  |
| Año                | Lugar            | Medalla          | Prueba            |
| ------------------ | ---------------- | ---------------- | ----------------- |
| 2024               | París (Francia)  | Medalla de oro   | 4 × 100 m estilos |
| Campeonato Mundial |                  |                  |                   |
| Año                | Lugar            | Medalla          | Prueba            |
| 2023               | Fukuoka (Japón)  | Medalla de plata | 4 × 100 m estilos |